# John Clunies-Ross
John Clunies-Ross (* 1786 in Weisdale, Shetlandinseln, Schottland; † 26. Mai 1854) war ein schottischer Kapitän und als Ross I. von 1827 bis 1854 König der Kokosinseln.
Weder John Clunies-Ross noch seine Nachfahren der Familie Clunies-Ross waren je international als Könige anerkannt.

## Biografie
Clunies-Ross war ein schottischer Kapitän im Dienst des Kaufmanns Alexander Hare, der um 1825 britischer Resident in Borneo war. Nachdem die Niederlande die Macht über Java übernommen hatten und Hare, der auch Betreiber eines Harems und Sklavenhändler war, aus Niederländisch-Indien ausgewiesen worden war, begleitete Clunies-Ross diesen auf der Suche nach einer neuen Residenz. 1825 erreichte Clunies-Ross die unbewohnten Kokosinseln, die er jedoch für sich selbst beanspruchte und sich als Ross I. zum König ernannte.
Als er 1827 dorthin zurückkehrte, hatte sich Hare dort mit seinem Harem niedergelassen. Zwischen den beiden Männern bestand eine starke Ablehnung, so dass Hare 1831 schließlich die Kokosinseln verließ. Ross holte anschließend einige malaysische Arbeiter auf die Inseln und begann mit der Ernte von Kokos zur Gewinnung von Kopra.
1836 besuchte Charles Darwin die Inseln und schrieb über seine Eindrücke:
„Die Malayen befinden sich zwar in einem freien Staat, werden jedoch wie Sklaven betrachtet.“
Als es 1837 zu einem Streik kam und die Arbeiter höhere Löhne forderten, bot ihnen Ross die Bereitstellung von Häusern und Gärten für jede Familie an. Anschließend versuchte er erfolglos die Inseln unter das Protektorat Großbritanniens zu stellen. Ein Besuch der niederländischen Kolonialverwaltung von Java führte dazu, dass er aufgrund seines früheren Wohnsitzes in Borneo zum zollfreien Handel berechtigt war.
Zum Zeitpunkt seines Todes 1854 hatte er schließlich einen florierenden Koprahandel begründet.